# Γ-nonalakton
γ-Nonalakton je organická sloučenina patřící mezi laktony, nacházející se v bourbonech.